# Bessude
Bessude – miejscowość i gmina we Włoszech, w regionie Sardynia, w prowincji Sassari. Graniczy z Banari, Bonnanaro, Borutta, Ittiri, Thiesi i Siligo.
Według danych na rok 2004 gminę zamieszkiwało 501 osób, 19,3 os./km². Miasto Bessude w centrum Meilogu u podnóża góry Pelao jest otoczone sugestywnymi i dziewiczymi krajobrazami, bogatymi w szlaki wodne, drzewa owocowe i kwiaty.